# Union Stade Français Paris Saint-Cloud 2012-2013
Questa voce raccoglie le informazioni riguardanti l'Union Stade Français Paris Saint-Cloud nelle competizioni ufficiali della stagione 2012-2013.

## Organigramma societario
Area direttiva
- Presidente: Claude Orphelin

Area tecnica
- Allenatore: Rayna Minkova
- Allenatore in seconda: Fabien Lagarde

Area sanitaria
- Preparatore atletico: Bakary Sissako (fino a dicembre), Raynald Choquet (da febbraio)

## Rosa
| N° | Nome             | Ruolo | Data di nascita   | Nazionalità sportiva |
| -- | ---------------- | ----- | ----------------- | -------------------- |
| 1  | Soňa Mikysková   | S     | 2 maggio 1989     | Rep. Ceca            |
| 2  | Grace Carter     | C     | 10 agosto 1989    | Regno Unito          |
| 3  | Mégane Suc       | P     | 16 settembre 1990 | Francia              |
| 4  | Déborah Giaoui   | S     | 13 maggio 1980    | Francia              |
| 5  | Magda Králíková  | C     | 25 gennaio 1980   | Rep. Ceca            |
| 6  | Raphaëlle Giaoui | S     | 16 febbraio 1991  | Francia              |
| 7  | Chloé Lesénéchal | C     | 1º gennaio 1989   | Francia              |
| 8  | Justine Décamp   | L     | 1º gennaio 1990   | Francia              |
| 9  | Cécilia Lazo     | L     | 2 gennaio 1978    | Spagna               |
| 10 | Jana Simanková   | P     | 6 aprile 1980     | Rep. Ceca            |
| 11 | Zsuzanna Józsa   | S     | 19 marzo 1983     | Ungheria             |
| 13 | Volha Zebina     | S/O   | 1º settembre 1985 | Bielorussia          |
| 15 | Manon Soraru     | S     | 4 aprile 1992     | Francia              |